# یامپیل
شهر یامپیل (به روسی: Ямпіль) در استان وینیتسیا در کشور اوکراین واقع شده‌است. جمعیت این شهر ۱۱٬۷۸۷ نفر  است.

## نگارخانه

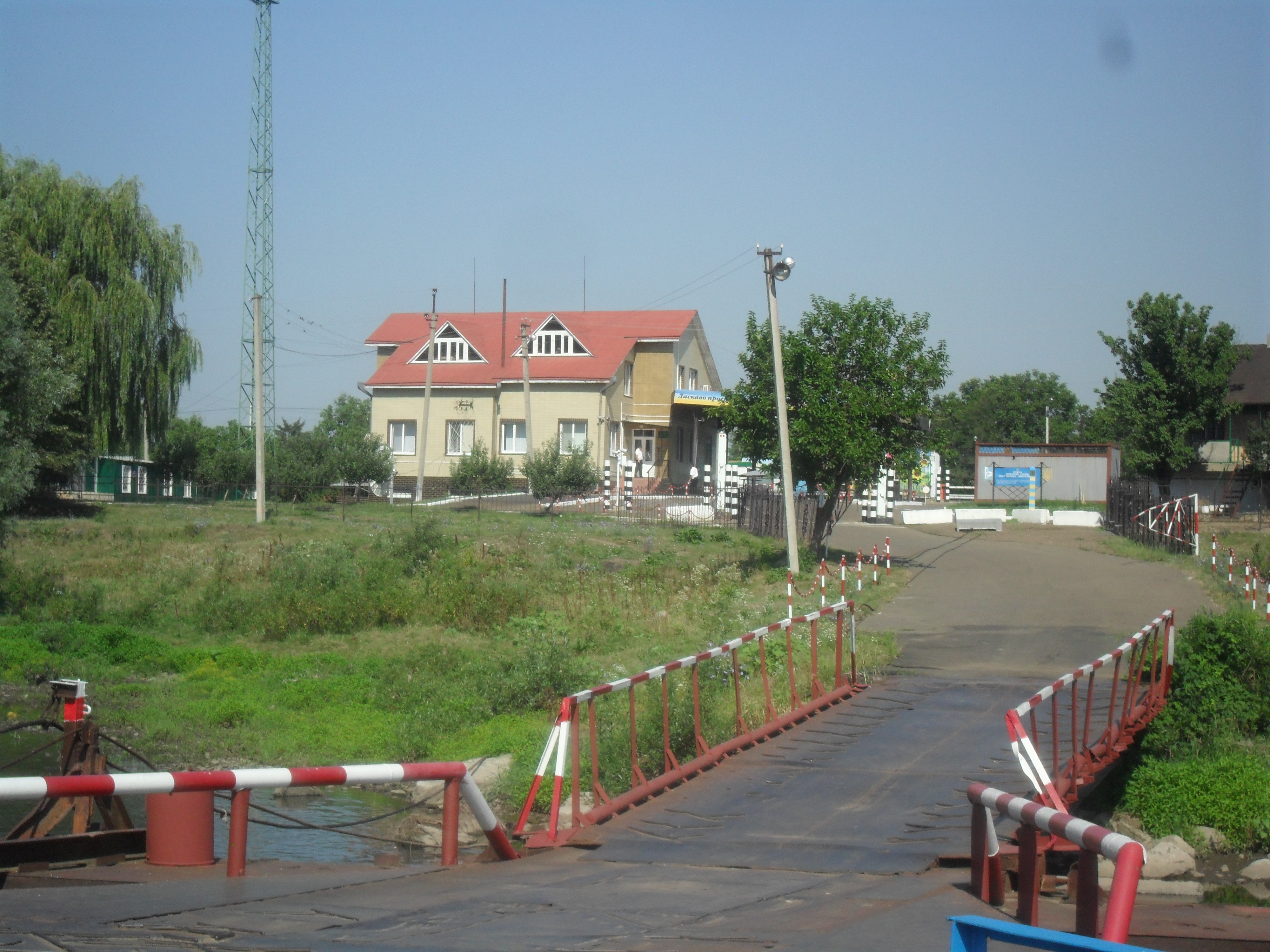
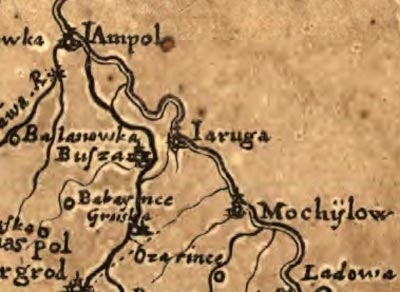